# Aeronaves del Peru

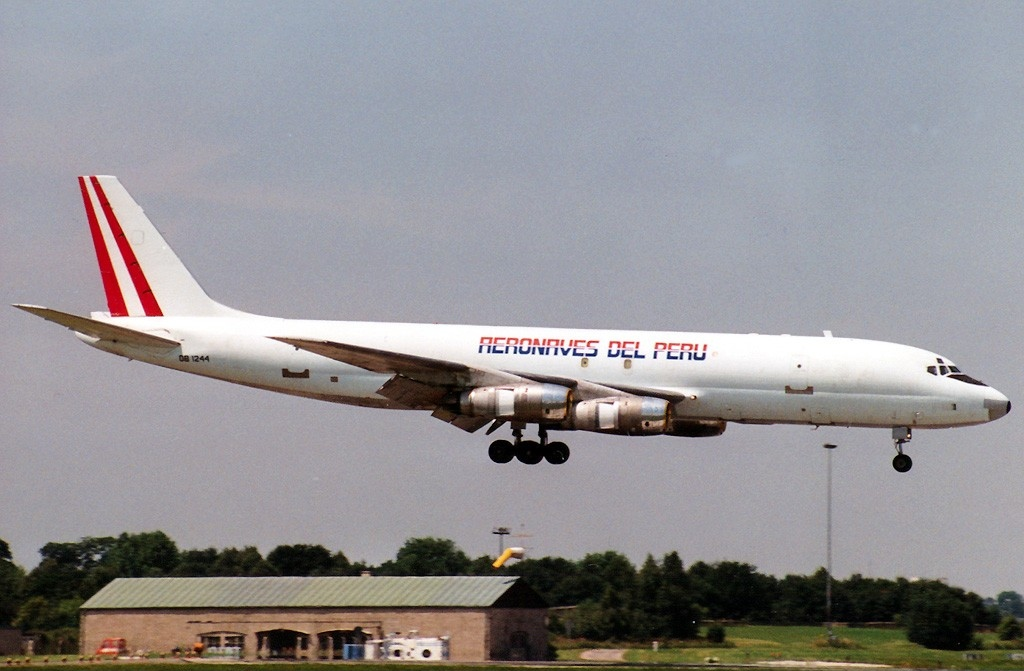
DC-8 de la compagnie Aeronaves del Peru

Aeronaves del Peru S.A. est une compagnie péruvienne disparue.
Fondée en 1965 sur l'aéroport international Jorge Chavez de Lima, Aeronaves del Peru a dû rapidement abandonner une exploitation passager expérimentale. Après réorganisation en 1971, elle s'est spécialisée dans le transport de fret, exploitant un Canadair CL-44 sur la ligne Lima, Iquitos, Bogota, Panama, Miami. Après ouverture d'une seconde ligne desservant São Paulo via la Bolivie, un Lockheed L-188 Electra fut acheté et une activité charter développée.
En 1982 Aeronaves del Peru a acquis 59 % du capital de Faucett Peru et relancé son activité de transport de passagers. Elle disposait alors d'un Douglas DC-8-61 F, un Douglas DC-8-50 F et un Douglas DC-8-40.